# Kidal (region)
Kidal er en af otte regioner i Mali, og dækker et areal på 151.430 km². Den ligger i den nordlige del af landet, og indenfor grænserne af det område Azawad (MNLA) i 2012 har erklæret uafhængigt, en uafhængighed som ikke er anerkendt af nogen lande eller internationale organisationer. Regionen er for tiden kontrolleret af forskellige væbnede grupperinger som Ançar Dine og MNLA. Regionens hovedstad er byen Kidal.

## Geografi
Regionen grænser i vest til regionen Timbuktu, i syd til regionen Gao, til landet Niger mod øst og Algeriet i nord.
Kidal har ørkenklima, med dagtemperaturer op til 45 °C.
I 2009 havde regionen en befolkning på 67.638 indbyggere. Regionen er isoleret og tyndt befolket, med omkring 0,5 indbyggere pr. kvadratkilometer. Befolkningen består i stor grad af nomadiske tuareger.
Regionens største byer er Kidal, Tessalit og Aguelhok.

## Økonomi og infrastruktur
De vigtigste erhverv i regionen er husdyrhold, kunst og handel. Kommercielt landbrug er etableret enkelte steder i Kidal, området er ekstremt isoleret, uden asfalterde veje eller floder til transport.

## Historie
Regionen har vært gennem flere oprør af tuaregerne, blandt disse i 1963-64 og 1990-91. Regionen Kidal blev dannet 8. august 1991.
Ved udgangen af 2011 var en gruppe af tuareger, MNLA, igen aktive i regionen. Organisationen erklærede Azawad som en uafhængig republik i april 2012, med Kidal som en del af en ny, men ikke anerkendt stat.

## Kultur
Regionen er befolket primært af tuareger, et nomadisk folkeslag af berbisk oprindelse. Tuaregerne bruger tifinagh-alfabetet.
Selv om den nomadiske livsstil anses som den bedst tilpassede i forhold til de krævende klimatiske forhold i regionen, er der opstået flere byer: Aguelhok, Tessalit og Tinzaouaten.

## Administrativ inddeling
Kidal er inddelt i fire kredse (Cercle), som til sammen består af elleve kommuner:
| Kreds (Cercle) | Areal (km2) | Befolkning Folketællingen 1998 | Befolkning Folketællingen 2009 |  |
| -------------- | ----------- | ------------------------------ | ------------------------------ |  |
| Kidal          | 21.353      | 16.495                         | 33.087                         |  |
| Tessalit       | 39.000      | 12.362                         | 16.289                         |  |
| Abeïbara       | 23.750      | 7.363                          | 10.286                         |  |
| Tin-Essako     |             | 2.554                          | 7.976                          |  |

## Eksterne kilder og henvisninger
- Wikimedia Commons har flere filer relateret til Kidal (region)

1. ↑  Resultats Provisoires RGPH 2009 (Région de Kidal), République de Mali: Institut National de la Statistique, arkiveret fra originalen 13. maj 2010, hentet 23. juli 2012
2. ↑  BBC Staff (30. marts 2012). "Mali coup: Rebels seize desert capital Kidal". BBC News. Hentet 30. marts 2012.
3. ↑  Communes de la Région de Kidal (PDF), Ministère de l’administration territoriale et des collectivités locales, République du Mali, arkiveret fra originalen (PDF) 9. marts 2012, hentet 23. juli 2012(fransk).

- Info om Kidal Arkiveret 29. august 2005 hos  Wayback Machine, (fransk)
- Synthèse des Communaux Sécurité Alimentaire de la Région de Kidal 2007-2011 (PDF), Commissariat à la Sécurité Alimentaire, République du Mali, USAID-Mali, 2007 (fransk)

19°58′24″N 0°44′49″Ø / 19.97333°N 0.74694°Ø